# Raphanocera turanica
Raphanocera turanica är en tvåvingeart som beskrevs av Pleske 1922. Raphanocera turanica ingår i släktet Raphanocera och familjen vapenflugor.
Artens utbredningsområde är Kazakstan. Inga underarter finns listade i Catalogue of Life.